# Gorgo al Monticano
Gorgo al Monticano es una localidad y comune italiana de la provincia de Treviso, región de Véneto, con 4.120 habitantes.

## Evolución demográfica
| Gráfica de evolución demográfica de Gorgo al Monticano entre 1861 y 2001 |
|                                                                          |
| Fuente ISTAT - elaboración gráfica de Wikipedia                          |